# Vlada Nikol'čenko
Vlada Ihorivna Nikol'čenko (in ucraino Влада Ігорівна Нікольченко?; Charkiv, 9 dicembre 2002) è una ginnasta ucraina.

## Biografia
Durante la sua carriera juniores, Nikol'čenko ha partecipato agli Europei di Budapest 2017 ottenendo con la nazionale dell'Ucraina l'ottavo posto nelle 10 clavette. L'anno successivo ha iniziato a gareggiare come individualista nella categoria senior, guadagnando due medaglie d'argento nelle clavette alle Coppe del Mondo di Sofia e di Pesaro, e tre medaglie complessive alla Coppa del Mondo di Baku (argento nel concorso individuale, oro nelle clavette e bronzo nel nastro). 
A Guadalajara 2018 disputa i suoi primi campionati continentali, classificandosi undicesima nel concorso individuale. Tre mesi più tardi debutta anche ai campionati mondiali di Sofia 2018, restando fuori dal podio nel concorso individuale con il quarto posto dietro, rispettivamente, Aleksandra Soldatova, Linoy Ashram, e Dina Averina. Raggiunge inoltre le finali di cerchio, clavette e nastro.
Vlada Nikol'čenko vince la medaglia di bronzo nelle clavette agli Europei di Baku 2019, totalizzando 22.475 punti che la pongono dietro Dina (22.950 punti) e Arina Averina (23.200 punti). Si qualifica inoltre alla finale del cerchio concludendo solamente in ottava posizione. Il mese seguente prende parte pure ai II Giochi europei che si sono svolti a Minsk, piazzandosi quinta nel concorso individuale e conquistando due medaglie di bronzo nel cerchio e nelle clavette.
Ai campionati mondiali di Baku 2019, alla sua seconda partecipazione a questa competizione, ottiene la sua prima medaglia mondiale giungendo terza nelle clavette. Si piazza al quarto posto nella finale del nastro con 20.350 punti, posizionandosi dietro Ekaterina Seleznëva (20.650 punti), e al sesto in quella della palla, mentre il quinto posto del concorso generale le vale la qualificazione alle Olimpiadi di Tokyo 2020.

## Palmarès
- Campionati mondiali di ginnastica ritmica

Baku 2019: bronzo nelle clavette.
- Campionati europei di ginnastica ritmica

Baku 2019: bronzo nelle clavette.
- Giochi europei

Minsk 2019: bronzo nel cerchio e nelle clavette.